# 933

## Evenimente
- 15 martie: Invaziile maghiarilor în Europa. Bătălia de la Riade (Merseburg). Bătălia s-a dat între trupele din Francia Răsăriteană conduse de regele Henric I și cele ale maghiarilor, încheiată cu victoria germanilor.

## Decese
- Harald I al Norvegiei, primul rege al Norvegiei (872-930), (n. 850)